# Neromia iodisata
Neromia iodisata är en fjärilsart som beskrevs av Otto Staudinger 1898. Neromia iodisata ingår i släktet Neromia och familjen mätare. Inga underarter finns listade i Catalogue of Life.